# Mertensophryne lindneri
Espèce
Synonymes
- Bufo lindneri Mertens, 1955

Statut de conservation UICN

 LC  : Préoccupation mineure
Mertensophryne lindneri est une espèce d'amphibiens de la famille des Bufonidae.

## Répartition
Cette espèce se rencontre jusqu'à 650 m d'altitude,.
- dans l'est de la Tanzanie dans les régions de Tanga, de Pwani, de Morogoro, de Lindi, de Ruvuma et de Mtwara ;
- dans le nord du Mozambique dans les provinces de Cabo Delgado, de Niassa, de Nampula et de Zambézie ;
- au Malawi dans l'est de la région Sud.

## Publication originale
- Mertens, 1955 : Amphibien und Reptilien aus Ostafrika. Jahreshefte des Vereins für Vaterländische Naturkunde in Württemberg, vol. 110, p. 47-61.